# Полицијска академија 2
Полицијска академија 2: Њихов први задатак (енгл. Police Academy 2: Their First Assignment) је америчка комедија, из 1985. године коју је режирао Џери Перис.

## Радња
У 16. округу града веома је тешка ситуација с криминалом. Град пати од пљачке и похаре од стране Зедове банде, ексцентричног и увек живчаног типа, који се плаши сопствених саучесника. Комесар Херст, крајње незадовољан шефом полиције – капетаном Питом Ласардом, млађим братом шефа академије Ерика Ласарда, даје му рок – месец дана да смањи стопу криминала, иначе прети отпуштањем Ласарда, и ставља његовог заменик – подмуклог поручника Маузера на његово место, иначе интриганта и улизицу, који жели да заузме Ласардово место. Ласард се обраћа свом старијем брату за помоћ, тражећи од њега да му обезбеди 6 нових полицајаца. Након тога, ликови из првог филма Кери Махони, Ларвел Џонс, Мозес Хајтауер, Јуџин Таклбери, Лаверн Хукс и Даглас Факлер одлазе у 16. станицу.
Међутим, Маузер и његов послушник, ускогрудни лакеј наредник Проктор, желе да учине све да кадети не успеју и да Ласард буде отпуштен. За сваког од новопридошлих, Маузер прилаже свог партнера. Истовремено, Таклбери, на своје велико незадовољство, за партнера добија жену - полицијску наредницу Кетлин Киркланд, која има још више знања о оружју од Таклберија, што га моментално заинтересује за њу. А Махони за партнере добија Вини Штулман, љигавушу из сиромашног суседства, која живи са пуно мачака и псом Луом. Уз то, Махони наилази на Маузера, који не воли његов темперамент и склоност ка окрутним шалама.
Полиција почиње да патролира улицама. Међутим, њихова прва патрола завршава се неуспехом. Њихов покушај да неутралишу пљачкаше локалне продавнице, завршава се уништењем продавнице и премлаћивањем њеног власника – Карла Свитчака, „мале“, несигурне особе, која је честа мета Зедових напада. Маузер почиње да куди полицију, али Махони успева да убеди Ласарда да су само отишли предалеко, након чега им Ласард опрашта и захваљује им на марљивости. Исте вечери, у Таклеберијевом бару, Махони признаје да је заљубљен у Киркландову и да је невин, што шокира све посетиоце бара.
У међувремену, Маузер, који је почео да мрзи Махонија, наређује њему и Штулману да патролирају саобраћајем у аутомобилском тунелу, што доводи до несреће, јер Штулман тамо није смислио ништа паметније од игре са псом. Међутим, Махони, враћајући се у станицу, у знак одмазде убацује лименку епоксидне смоле уместо шампона код Маузера, који се тушира, због чега су Маузерове руке чврсто залепљене за главу. Овакав, Маузер истрчава у ходник, где је на видику свих посетилаца, укључујући Ласарда и новинаре. Након што успе да ослободи руке, покушава да открије ко му је сместио такву шалу и није изненађујуће што сумње аутоматски падају на Махонија.
У међувремену, Пит Ласард, док покушава да неутралише неколико хулигана, бива ухваћен и офарбан од главе до пете графитима. Враћајући се у станицу, он позива пандуре да коначно стану на крај злочину, након чега полицајци са великим ентузијазмом крећу на посао, упркос протестима Маузера, који захтева драстичне мере против Махонија и компаније. Као резултат тога, полицајци су извршили неколико десетина успешних хапшења, ухвативши значајан део Зедове банде. Међутим, када одушевљени Ласард о томе обавести Херста, долази Маузер и обавештава да ће сви ухапшени морати да буду пуштени, пошто је при хапшењу примењена прекомерна сила. Истовремено, романса између Таклберија и Кирклендове наставља да се развија. Исте вечери иду на састанак и имају секс. Таклебери такође упознаје девојку са својом породицом. У међувремену, љут на своје подређене, Пит Ласард изражава незадовољство свом брату. Ерик саветује Питу да организује сајам забаве како би умирио јавност. Међутим, у јеку сајма тамо долази Зедова банда која прави тучу. Као резултат тога, Пит Ласард је отпуштен, а Маузер долази на његово место. Пре тога Махони поново одговара суровим вицем: када Маузер, у знак одмазде за косу, пошаље Махонија на преглед код проктолога, он на време показује на расејаног Маузера, болничарима. Лекар који је дошао и два болничара насилно прегледају Маузеров ректум. Касније, Маузер жели да открије ко му је сместио ову шалу, претећи свима да ће их отпустити. Махони се изјаснио кривим, а Маузер га отпушта. Заједно са Махонијем у пензију одлази и Штулман.
Тројица полицајаца Махони, Штулман и Ласард покушавају да открију одакле банда организује своје рације. Да би то урадили, Вини и Ласард саветују Махонија да се инфилтрира у њихову банду. Махони се слаже. Он се облачи као насилник и касно ноћу почиње да уништава све што му се нађе на путу, што привлачи пажњу двојице разбојника из Зедове банде, који га позивају да им се придружи. Махони одмах осваја њихово поверење када Џоунс и његов партнер дођу до њих, покушавајући да их ухапсе, а Махони, одузимајући му пиштољ, приморава Џонса да шутне свог партнера. Следећег дана Махони одлази са разбојницима у њихову јазбину. Следе их Штулман и Ласард. Махони је убрзо доведен у јазбину банде, за коју се испоставило да је стари зоолошки врт, и представљен је Зеду. Међутим, Махони се убрзо случајно разоткрије, када се прислушкивач направљен од старог радија огласи и емитује бејзбол утакмицу у читавој јазбини. Зед, проналазећи Махонијев микрофон и схватајући да је он полицајац, започиње двобој ножем са Махонијем. Ласард и Штулман, схватајући да је Махони у невољи, позивају сву полицију у помоћ. Вршилац дужности диспечера Хукс покушава да позове појачање, што је спречава Проктор у томе, због чега она добија снажан ударац у главу. Полиција, која окружује јазбину банде, хапси све, а Ласард лично спашава Махонија из Зедових руку. Као резултат тога, банда је ухапшена, Пит Ласард је враћен на посао.
Убрзо касније, Таклбери и Киркланд се венчавају, а полицајци их прате до свадбене поворке кроз лукове сабљи. 

## Улоге
| Глумац           | Улога                      |
| ---------------- | -------------------------- |
| Стив Гутенберг   | Официр Кери Махони         |
| Баба Смит        | Официр Моусис Хајтауер     |
| Дејвид Граф      | Официр Еуген Таклбери      |
| Мајкл Винслоу    | Официр Ларвел Џонс         |
| Џорџ Гејнс       | командант Ерик Ласард      |
| Ленс Кинси       | Капетан Проктор            |
| Брус Малер       | Официр Даглас Факлер       |
| Мерион Рамзи     | Официр Лаверн Хукс         |
| Колин Кемп       | Кетлин Китланд             |
| Хауард Хесеман   | Капетан Питер "Пит" Ласард |
| Питер Ван Норден | Официр Вини Штулман        |
| Бобкет Голдвејт  | Зед                        |